# Aki Sora
Aki Sora (あきそら?) è un manga scritto e illustrato da Masahiro Itosugi. È composto da 30 capitoli raccolti in 6 tankōbon pubblicati dall'editore Akita Shoten da settembre 2008 a aprile 2011. La serializzazione è avvenuta dal nono al ventottesimo volume della rivista Champion Red Ichigo, edita sempre da Akita Shoten.
Dal manga è stato tratto un OAV prodotto e animato da Hoods Entertainment, pubblicato in DVD il 17 dicembre 2009, basato sulla vicende dei capitoli 1 e 3 del manga. Successivamente dal 30 luglio al 17 novembre 2010 è stata pubblicata da Pony Canyon una serie di due OAV basati sul manga e successivi al primo intitolata Aki Sora: yume no naka (あきそら～夢の中～?).
Nell'aprile 2011 Masahiro Itosugi annunciò che non ci sarebbero state più ristampe dei volumi 1 e 3 della serie in quanto infrangevano la legge 156, che regola la distribuzione di contenuti erotici.
In Italia sia il manga che l'adattamento animato sono inediti.

## Trama
Aki e Sora sono due fratelli che hanno condiviso un legame intimo fin dall'infanzia. Raggiunta la maggiore età capiscono di provare un sentimento molto profondo l'uno per l'altra, decidono però di tenere tutti all'oscuro della loro relazione, soprattutto Nami, la gemella di Sora. All'oscuro di quello che sta accadendo nella sua famiglia, Nami presenta il fratello alla sua amica Kana Sumiya. Anche Nami sembra provare qualcosa per qualcuno di molto vicino a lei e spera quindi di riuscire a mantenere questo segreto incestuoso dentro di sé.

## Personaggi

### Famiglia Aoi
Sora Aoi (葵 ソラ?, Aoi Sora)
Doppiato da: Asami Imai (drama CD), Sayaka Kinoshita (OAV 1), Kumo Shiroi (Yume no naka)
Il protagonista della storia; Frequenta la stessa scuola delle sue sorelle (Aki e Nami) ed è molto bravo a cucinare e nelle faccende domestiche; Di carattere mite e dall'aspetto effeminato, non ha una buona resistenza verso gli alcolici.
Ben presto, dopo qualche titubanza, scopre di provare qualcosa di molto più profondo del semplice amore fraterno per sua sorella Aki, intraprendendo con essa una relazione segreta; Nello svolgimento della trama vive molte situazioni, nelle quali si chiede spesso se stia facendo la cosa giusta e se la sua storia con la sorella possa avere un seguito. Le cose prendono una brutta piega, quando verso la fine del manga, il padre scopre la loro relazione incestuosa arrivando a separare i due fratelli. Sora non si dà per vinto e dopo aver superato diverse difficoltà, riesce a rintracciare Aki che però inaspettatamente non vuole seguirlo, poiché venuta a conoscenza di una sconcertante verità: infatti Aki le rivela che i loro genitori erano a propria volta fratelli e che il motivo della loro separazione era stato proprio l'impossibilità di vivere felicemente a causa della violazione di questo tabù. Dopo un anno di separazione, i due si rincontrano casualmente alla tomba della loro vera madre e la storia si conclude con un finale aperto, nel quale Sora sta per pronunciare la sua decisione definitiva riguardo al suo rapporto con Aki. La decisione presa da Sora non viene svelata, ma la storia termina con l'augurio dell'autore che dice: "Vi auguro che le vostre scelte vi portino alla felicità!"
Aki Aoi (葵 アキ?, Aoi Aki)
Doppiata da: Uchino Pochi (drama CD), Shiho Kawaragi (OAV 1), Kōri Natsuno (Yume no naka)
Sorella di Sora, si occupa di lui ogni giorno fin da quando era un bambino; A differenza del fratello non è brava a cucinare, né a svolgere le altre faccende domestiche, ma è molto più versata nello studio. È lei per prima a rendere noti i suoi sentimenti verso Sora e, nonostante qualche titubanza da parte di quest'ultimo, alla fine i due decidono di intraprendere una relazione segreta. Molto gentile e premurosa, dedica anima e corpo a suo fratello. Quando la sua relazione incestuosa viene scoperta dal padre, viene separata da Sora e portata a frequentare una remota scuola femminile tra le montagne. Continua ad amare il fratello, ma dopo aver saputo la verità sui loro genitori, decide per il bene di entrambi che è il momento di porre fine alla loro storia. Dopo una commovente separazione, i due si rincontrano un anno dopo alla tomba della loro vera madre, prendendo infine la decisione finale su quello che è il loro rapporto.
Nami Aoi (葵 ナミ?, Aoi Nami)
Doppiata da: Kana Ueda (OAV 1), Midori Shirayuki (Yume no naka)
Sorella gemella di Sora, dal carattere molto forte, è invidiosa del fratello e arriva a sviluppare una sorta di complesso di inferiorità nei suoi confronti. Ha un'attrazione di tipo omosessuale verso la sua compagna di classe Kana Sumiya che apparentemente però, sembra essere attratta a propria volta da Sora. Dopo molte peripezie tuttavia chiarisce i suoi sentimenti con Kana e riesce a sviluppare una relazione con lei.
Madre dei figli della famiglia Aoi (falsa)
La zia materna di Aki, Sora e Nami. È la sorella gemella della loro vera madre, e si sostituisce a lei quando quest'ultima viene a mancare in seguito ad un incidente stradale. Soltanto Aki è al corrente della sua vera identità e decidono di comune accordo di svelare la verità a Sora e Nami soltanto quando sarà arrivato il momento giusto per loro. È una grande lavoratrice e si sacrifica spesso facendo molti straordinari sul lavoro per mantenere da sola la famiglia.
Madre dei figli della famiglia Aoi (vera)
La vera madre di Aki, Sora e Nami, morta in un incidente stradale quando i figli erano ancora molto piccoli, e non si hanno molte informazioni su di lei. Soltanto Aki è al corrente di ciò, in quanto abbastanza grande all'epoca dei fatti per apprenderlo e ricordarlo.
Padre dei figli della famiglia Aoi
Il padre di Aki, Sora e Nami. All'inizio della storia si sa solo che si era separato dalla loro vera madre molto tempo addietro. Fa la sua ricomparsa nella parte finale del manga, mostrando un carattere freddo e scostante, mettendo a disagio l'intera famiglia. Scopre della relazione incestuosa tra Aki e Sora, arrivando a separarli forzatamente per porre fine ad essa. Successivamente si viene a sapere che è affetto da una malattia incurabile e che la sua fine è vicina.

### Compagni di classe
Kana Sumiya (澄弥 可奈?, Sumiya Kana)
Doppiata da: Tae Okajima (OAV 1), Nazuna Gogyō (Yume no naka)
Amica e compagna di scuola di Nami. Inizialmente sembra essere attratta da Sora, dichiarandosi a lui e arrivando a consumare con esso un rapporto carnale. Ciò suscita la rabbia di Nami che essendo attratta a propria volta da Kana cerca di rovinare le cose tra loro due, ma dopo una serie di eventi, Kana si rende conto di provare vero amore solo nei confronti di Nami e le due instaurano un rapporto intenso e sincero.
Runa Satsuki (咲月 ルナ?, Satsuki Runa)
Ragazza che abita nello stesso stabile della famiglia Aoi. Sora la incontra casualmente mentre sta rincasando e la scorge seminuda nell'ascensore. Successivamente dopo averla conosciuta meglio, gli rivela di essere un'esibizionista e di provare piacere nel vivere sensazioni pericolose, come l'essere scoperta mentre rincasa non indossando niente sotto l'impermeabile. Coinvolgerà Sora in molte situazioni pericolose, stringendo con esso uno strano rapporto di pseudoamicizia e scoprendo di provare eccitazione sessuale solo quando viene vista fare atti sessuali da lui.
Natsumi Nosaka (野坂 なつみ?, Nosaka Natsumi)
Compagna di classe di Sora. È presente a quello che si rivela essere un'orgia-party, organizzato da Hitomi Tomozaki a casa propria, ed è una delle ragazze con la quale Sora consuma un rapporto in quell'occasione. Quando viene a sapere della possibile relazione tra Sora e Kana, prova una sorta di risentimento per la cosa.
Alice Himekawa (姫川 ありす?, Himekawa Arisu)
Studentessa della stessa scuola dei protagonisti. Ha un rapporto di rivalità con Aki in quanto in competizione con essa per ottenere il primo posto negli esami scolastici (Anche se Aki sembra non farci caso). È fidanzata con il caro amico di infanzia di Sora, Miharu Mihara, per la quale sembra disposta a fare tutto. Si scopre che nonostante i suoi sentimenti per Miharu, la sua vita coniugale è alquanto frustrante poiché egli soffre di una grave forma di impotenza e non può consumare rapporti sessuali con lei. Viene convinta due volte da Miharu a prestarsi a dei giochi perversi, nella quale viene coinvolto anche Sora.
Yuna Asana (朝菜 ユウナ?, Asana Yūna)
È la presidentessa del club artistico scolastico. Permette a Runa di posare nuda per le attività artistiche del club, ma vedendo l'attrazione sessuale degli uomini per la sua amica comincia a disprezzare il genere maschile. Soltanto l'intervento di Runa, aiutata da Sora (coinvolto ancora in un piano perverso con risvolti carnali), le fa rivalutare la sua opinione verso i maschi e la porta a trovare il coraggio di posare a sua volta nuda per il suo club artistico.
Hitomi Tomozaki (友崎 ひとみ?, Tomozaki Hitomi)
Amica di Runa. Dall'aspetto provocante e sensuale, organizza spesso delle feste a casa propria quando i suoi genitori non ci sono. Tali feste si rivelano essere degli orgia-party nella quale i partecipanti, rigorosamente uomini e donne in uguale numero, possono praticare liberamente lo scambismo. Senza sapere questo dettaglio, Sora si fa convincere a parteciparvi da Runa e dopo essersi accidentalmente ubriacato, si trova coinvolto nell'orgia e a parteciparvi con rapporti sessuali con molte ragazze tra cui la stessa padrona di casa.
Miharu Mihara (美原 みはる?, Mihara Miharu)
Amico di infanzia di Sora, il piccolo Miharu lo ha sempre considerato come un fratello maggiore e ha sviluppato un rapporto molto forte con lui. Soffre di impotenza grave e non può consumare la sua relazione con la propria ragazza, Alice Himekawa. Non potendo soddisfarla convince Sora a farlo al proprio posto, assistendo perversamente al rapporto sessuale tra lei e il suo migliore amico, arrivando persino ad eccitarsi e a sviluppare un'erezione dopo tanto tempo. In una seconda occasione convincerà Sora a prestarsi ad un gioco da tavolo con penitenze sessuali, durante il quale gli permette di nuovo di avere un rapporto con Alice.
Ria Sumiya (澄弥 理亜?, Sumiya Ria)
Sorella minore di Kana, compare solo brevemente nel capitolo 21.